# Regulate… G Funk Era
Regulate... G Funk Era — дебютний студійний альбом американського репера Warren G, випущений 7 червня 1994 року лейблом Violator і розповсюджений через Def Jam Recordings. Найбільшим хітом альбому став однойменний сингл «Regulate» за участю Nate Dogg. Пісня «Regulate» також була включена в саундтрек фільму «Через край», який вийшов 22 березня 1994 року. Змінена версія пісні «So Many Ways» з'явилася у фільмі 1995 року «Погані хлопці». Альбом також містить ще один хіт «This D.J.».
«This D.J.» був номінований на премію «Греммі» 1995 року за найкраще сольне реп-виконання, тоді як «Regulate» був номінований за найкраще реп-виконання дуетом чи групою. Альбом був номінований як найкращий реп-альбом на церемонії Soul Train Music Awards 1995 року. Альбом отримав загалом позитивні відгуки критиків.

## Комерційний успіх
Альбом дебютував на 2-му місці в чарті Billboard 200, продавши 176 000 примірників за перший тиждень. Пізніше альбом розійшовся тиражем понад 3 мільйони копій у США і отримав тричі платиновий сертифікат Асоціації звукозаписної індустрії Америки (RIAA).

## Список композицій
- Всі пісні спродюсовані Warren G.

| #     | Назва                                                                        | Автор                                                                               | Тривалість |
| ----- | ---------------------------------------------------------------------------- | ----------------------------------------------------------------------------------- | ---------- |
| 1.    | «Regulate» (за участю Nate Dogg)                                             | Warren Griffin Nathaniel Hale Michael McDonald Ed Sanford Jerry Leiber Mike Stoller | 4:08       |
| 2.    | «Do You See»                                                                 | W. Griffin R. Brown                                                                 | 3:59       |
| 3.    | «Gangsta Sermon» (за участю B-Tip та Ricky Harris)                           | W. Griffin R. Harris                                                                | 0:36       |
| 4.    | «Recognize» (за участю The Twinz)                                            | W. Griffin D. Williams D. Williams                                                  | 2:59       |
| 5.    | «Super Soul Sis» (за участю Jah Skills)                                      | W. Griffin                                                                          | 2:56       |
| 6.    | «'94 Ho Draft» (за участю B-Tip та Ricky Harris)                             | W. Griffin R. Harris                                                                | 1:00       |
| 7.    | «So Many Ways»                                                               | W. Griffin D. Williams                                                              | 3:24       |
| 8.    | «This D.J.»                                                                  | W. Griffin C. Broadus                                                               | 3:23       |
| 9.    | «This Is the Shack» (за участю The Dove Shack)                               | W. Griffin M. Makonie A. Blunt G. Brown                                             | 4:05       |
| 10.   | «What's Next» (за участю Lil Malik)                                          | W. Griffin M. Edwards                                                               | 3:26       |
| 11.   | «And Ya Don't Stop»                                                          | W. Griffin                                                                          | 3:22       |
| 12.   | «Runnin' wit No Breaks» (за участю Jah Skills, Bo Roc, G Child та The Twinz) | W. Griffin                                                                          | 3:32       |
| 36:50 |                                                                              |                                                                                     |            |

| Спеціальні бонусні треки (бонусний компакт-диск у спеціальній версії 2007 року) | Спеціальні бонусні треки (бонусний компакт-диск у спеціальній версії 2007 року) | Спеціальні бонусні треки (бонусний компакт-диск у спеціальній версії 2007 року) |
| #                                                                               | Назва                                                                           | Тривалість                                                                      |
| ------------------------------------------------------------------------------- | ------------------------------------------------------------------------------- | ------------------------------------------------------------------------------- |
| 1.                                                                              | «Regulate (Remix)» (за участю Nate Dogg)                                        | 4:19                                                                            |
| 2.                                                                              | «Do You See (Stepz Remix)»                                                      | 5:15                                                                            |
| 3.                                                                              | «Do You See (Old Skool Mix)»                                                    | 5:17                                                                            |
| 4.                                                                              | «This D.J. (Remix)» (за участю O.G.L.B.)                                        | 3:46                                                                            |
| 5.                                                                              | «This D.J. (Dobie's Rub Part 1)» (за участю O.G.L.B.)                           | 4:02                                                                            |
| 6.                                                                              | «What's Next (Instrumental)»                                                    | 3:29                                                                            |

| Бонус-треки з перевидання (2014) | Бонус-треки з перевидання (2014)                           | Бонус-треки з перевидання (2014) |
| #                                | Назва                                                      | Тривалість                       |
| -------------------------------- | ---------------------------------------------------------- | -------------------------------- |
| 1.                               | «Regulate (Destructo & Wax Motif Remix)» (за участю Motif) | 4:56                             |
| 2.                               | «Regulate (Photek Remix)» (за участю Nate Dogg)            | 3:54                             |
| 3.                               | «Regulate (Jauz Remix)» (за участю Nate Dogg)              | 5:40                             |

## Чарти
| Чарт (1994)                                          | Пікова позиція |
| ---------------------------------------------------- | -------------- |
| Австралія Australian Albums (ARIA)                   | 42             |
| Канада Canada Top Albums/CDs (RPM)                   | 27             |
| Нідерланди Dutch Albums (MegaCharts)                 | 19             |
| Німеччина German Albums (Media Control)              | 15             |
| Нова Зеландія New Zealand Albums (Recorded Music NZ) | 26             |
| Шотландія Scottish Albums (OCC)                      | 59             |
| Швеція Swedish Albums (Sverigetopplistan)            | 12             |
| Велика Британія UK Albums (OCC)                      | 25             |
| Велика Британія UK R&B Albums (OCC)                  | 9              |
| США Billboard 200                                    | 2              |
| США Top R&B/Hip-Hop Albums (Billboard)               | 1              |

| Чарт (1994)                                  | Позиція |
| -------------------------------------------- | ------- |
| Німеччина German Albums (Offizielle Top 100) | 73      |
| США Billboard 200                            | 32      |
| США Top R&B/Hip-Hop Albums (Billboard)       | 9       |

Сингли
| Рік  | Сингл        | Чарт              | Позиція |
| ---- | ------------ | ----------------- | ------- |
| 1994 | «Do You See» | Billboard Hot 100 | #42     |
| 1994 | «Regulate»   | Billboard Hot 100 | #2      |
| 1994 | «This D.J.»  | Billboard Hot 100 | #9      |

## Сертифікації
| Регіон                                                                                          | Сертифікація  | Продажі    |
| ----------------------------------------------------------------------------------------------- | ------------- | ---------- |
| Канада (Music Canada)                                                                           | Золотий       | 50 000^    |
| Франція (SNEP)                                                                                  | Золотий       | 100 000*   |
| Велика Британія (BPI)                                                                           | Срібний       | 60 000^    |
| США (RIAA)                                                                                      | 3× Платиновий | 3 000 000^ |
| *продажі, що базуються лише на сертифікаціях ^відвантаження, що базуються лише на сертифікаціях |               |            |